# Saalfelden
Saalfelden (službeno Saalfelden am Steinernen Meer), grad i općina na zapadu Austrije od 16,241 stanovnika.
Saalfelden je najveće naselje u kotaru Zell am See iako nije administrativni centar. Grad je i treći po veličini grad u Saveznoj državi Salzburg, nakon Salzburga i Halleina.

## Zemljopis
Saalfelden leži u kotlini Saalachtal (Saalfeldner Becken) okružen alpskim masivima Steinernes Meer sa 
sjevera, Leogangerske planine sa zapada, a s istoka su to Hochkönig i Salzburgske Alpe. Kroz dolinu teče rijeka Salzach prema Zell am Seeu.
Saalfelden je udaljen 13,6 km sjeverno od Zell am See-a i skoro isto toliko od bavarske granice.

### Susjedne općine
| Viehhofen            | Weißbach bei Lofer      | Schönau am Königssee         |
| Leogang              | Susjedne općine         | Maria Alm am Steinernen Meer |
| Maishofen i Viehofen | Maishofen i Zell am See | Maria Alm am Steinernen Meer |

### Katastarske općine
| - 57104 Bergham - 57106 Farmach - 57107 Gerling - 57110 Haid - 57113 Hohlwegen | - 57114 Lenzing - 57116 Lichtenberg - 57122 Saalfelden - 57129 Uttenhofen |

## Povijest
Za željeznog doba taj kraj naseljava keltsko pleme Ambisont, iz nihova vremena iskopano je puno arheoloških nalaza na brdu Biberg. U 1. stoljeću u Rimljani osvajaju taj kraj i uklopaju ga u svoju Provinciju Noricum.
Nakon raspada Zapadnog Rimskog Carstva u taj kraj doseljavaju tokom 6. i 7. stoljeća - Bavarci.
Saalfelden je prvi put dokumentiran 788. pod imenom Saalavelda, zna se da je od 955. feud salzburgškog biskupa.
Saalfelden je u stoljeću još uvijek bio rudarsko mjesto, ali kako su se još za srednjeg vijeka iscrpla nalazišta srebra, olova i željeza, stanovnici su se prebacili na unosniju trgovinu soli, što je mjestu donijelo prosperitet.
Kao i ostala mjesta i Saalfelden je trpio velike štete od epidemija (1384., 1649.) i požara, naročito su bili razorni oni iz 1734. i 1811. kad je gotovo cijelo mjesto izgorilo.
Između 1810. – 1816. Saalfelden je kao i cijeli Salzburg bio dio Kraljevine Bavarske, nakon poraza od Napoleona u Ratu četvrte koalicije, ali je već od 1. svibnja 1816. ponovno bio dio Austrijskog Carstva.
Nakon provedene administrativne reforme 1849. raspušten je stari Županijski sistem, pa je Salzburgška regija podjeljena na tri kotara Salzburg, Zell am See i Werfen. Pa je od 1850. do 1854. Saalfelden bio administrativni centar Kotaraa Zell am See (tu poziciju izgubio je na račun Zell am Seea).
U to vrijeme Saalfelden je bio podjeljen na dvije općine Saalfelden-Markt (trgovište) i Saalfelden-Land (ruralna općina), one su se 
ujedinile 1936.
Nova etapa Saalfeldena otpočela je nakon izgradnje zapadne željeznice 1875. i dolaska prvih turista.
Tako da je 1881. osnovano Udruženje za uljepšavanje Saalfeldena, pa je do 1899. izgrađen vodovod i kanalizacija, 1905. je puštena u rad prva električna centala.
Taj pozitivan trend prekinut je izbijanjem Prvog svjetskog rata, a depresija se nastavila sve do 1950-ih nakon Drugog svjetskog rata.

## Gospodarstvo
Ekonomija današnjeg Saalfeldena bazira se na trgovini, ekološki prihvatljivoj industriji, 
poljoprivredi i turizmu.

## Vanjske poveznice
- Službene stranice Saalfeldena (njem.)